# Piedmont blues

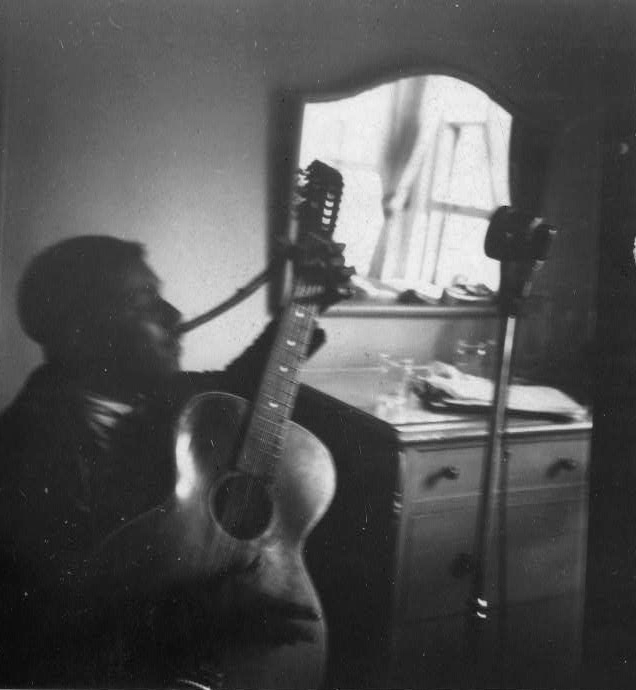
Blind Willie McTell en su habitación de hotel

El Piedmont blues es un género de música blues, popular durante los primeros años del siglo XX y caracterizado por una particular técnica de tocar la guitarra sin púa. Dicha técnica utiliza un patrón rítmico de bajo alternado, basado en la pulsación alternada de dos notas graves con el pulgar, para complementar una melodía ejecutada en las cuerdas altas. El resultado de esta técnica asemeja el sonido de la guitarra al de un piano tocando ragtime, estilo muy popular en la época. Esta técnica se denominó Fingerpicking.
El Piedmont blues suele hacer referencia a un área geográfica mayor que la comprendida en la región estadounidense de Piedmont, en los Apalaches (región situada al este de los Estados Unidos y que abarca desde Richmond, Virginia hasta Atlanta, Georgia), proviniendo los intérpretes de Piedmont blues no solo de esa área sino también de las regiones de Maryland, Delaware, Virginia Occidental, Pensilvania y Florida.
Al tratarse de un territorio fragmentado en numerosos valles, aislados unos de otros, cada uno de ellos desarrolló su propio estilo musical, que fueron surgiendo en el período de las plantaciones coloniales. Su origen está en una amalgama de canciones folk anglosajonas, escocesas, irlandesas, de origen africano y autóctonas (de los indios iroqueses, cherokees y choctaws), con las que tuvo que mezclarse el blues para entrar en estos territorios. Su zona de origen coincide, en muchos aspectos y no solo geográficos, con la del hillbilly.
Los musicólogos suelen considerar a Blind Blake como el creador de este estilo, a pesar de que probablemente nunca vivió en esta región, aunque fueron Josh White, Gary Davis, Blind Boy Fuller, Sonny Terry y Brownie McGhee sus ejecutantes más populares y quienes le dieron verdadera forma.

## Intérpretes destacados
| - Pink Anderson - Etta Baker - Scrapper Blackwell - Blind Blake - Gabriel Brown - Bull City Red - Bumble Bee Slim - Floyd Council - Reverend Gary Davis - Frank Edwards - Blind Boy Fuller - Big Boy Henry - Mississippi John Hurt - John Jackson - Lonnie Johnson - Henry Johnson - Larry Johnson | - Furry Lewis - Mance Lipscomb - Carl Martin - Brownie McGhee - Blind Willie McTell - Charlie Parr - Slate Hill Phil - Lesley Riddle - Cootie Stark - Baby Tate - Sonny Terry - Willie Trice - Curley Weaver - Cephas & Wiggins ("Bowling Green" John Cephas y Phil Wiggins) - Josh White |